# Barbro Åkesdotter (Natt och Dag)
Barbro Åkesdotter (Natt och Dag), född 1620, död 14 mars 1680 i Stockholm, var en svensk friherrinna, ägare till Åkeshovs slott i Bromma socken och Årsta slott i Österhaninge socken. Hon var dotter till Åke Axelsson (Natt och Dag) och gift med Claes Hansson Bielkenstierna samt Knut Jönsson Kurck.

## Familj
Barbro Åkesdotter var dotter till riksmarskalken, friherre Åke Axelsson (Natt och Dag) (1594–1655) och hans första hustru friherrinnan Elsa Oxenstierna af Eka och Lindö (1589–1651).
Hon var gift två gånger; första gången gifte hon sig i september 1643 på Åkeshovs slott med Claes Hansson Bielkenstierna (1614–1662). Efter dennes död 1662 gifte hon om sig 1665 med Knut Jönsson Kurck (1622–1690), på godset Hedensö i Näshulta socken i Södermanland, utan konungens tillstånd, med sin kusin riksrådet och presidenten friherre Knut Jönsson Kurck (1622–1690) i hans andra gifte. Deras giftermål "väckte mycket buller" och han dömdes att böta 2 000 daler silvermynt ad pios usus och att göra avbön. Dessutom blev prästen som vigde avsatt, men han fick i stället av friherre Kurck två bondehemman på livstid. Hon var "barnlös med Knut Jönsson Kurck, ehuru hon aderton gånger skall varit havande".  Hon begravdes 12 december 1680 i Storkyrkan efter nya förordningen utan all ståt, och därefter nedsattes hon i Bielkenstiernska gravkoret i Österhaninge kyrka i nuvarande Haninge kommun.

## Ägare till Åkeshov och Årsta
Åren 1655–1662 ägde Barbro Åkeshovs slott i Bromma väster om Stockholm, genom arv från sin far. Dottern Christina Claesdotter Bielkenstierna (1645–1716) ärvde godset 1662, men förlorade detsamma genom reduktion till Kronan, varefter den grevliga ätten Stenbock köpte byggnaden 1690.
Under åren 1660–1667 lät Barbro Åkesdotter Natt och Dag tillsammans med sin make även uppföra Årsta slott i Österhaninge. Enligt sägnen gick det till så att "Barbro Åkesdotter valde plats och uppförde slottet under en av mannens sjöfärder och att han blev så rasande, när han kom hem och fann att han icke kunde se havet från det nya slottet, att han gav sin hustru en örfil. Barbro Åkesdotter skulle ha hämnats genom att låta en tjänare lönnmörda mannen vid ett femstenarrör nära Brink.". Årsta ärvdes sedan via Barbros giftermål med friherre Knut Kurck av ätten Kurck. Paret ägde tillsammans även Åkeshovs slott och Göksholms slott i Närke.

## Bielkenstiernska gravkoret
Till Claes Hansson Bielkenstiernas ära lät Barbro uppföra och bekosta ett gravkor vid Österhaninge kyrkas östra gavel. "Hon lät, sin 1:a man ovetande, uppbygga stenhuset på Årsta och bekostade över honom och sonen Axel i Österhaninge kyrka ett vackert epitafium." Hon lät dessutom sätta upp ett pampigt gravmonument i vit- och gråådrad marmor.
Det Bielkenstiernska gravmonumentet, som kom på plats 1683, anses vara en av Sveriges förnämsta skulpturgrupper från barocken. Den pampiga skulpturgruppen är utförd av den holländske mästaren, skulptören Nicolaes Millich är ett högklassigt barockarbete.